# Eastshore

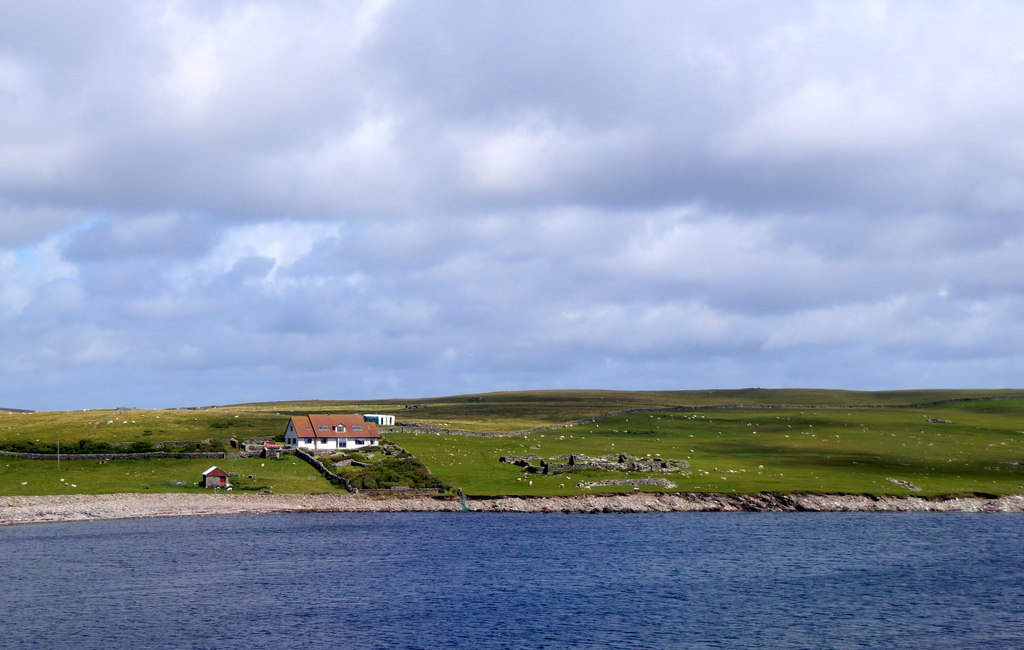
Blick auf Eastshore von Süden

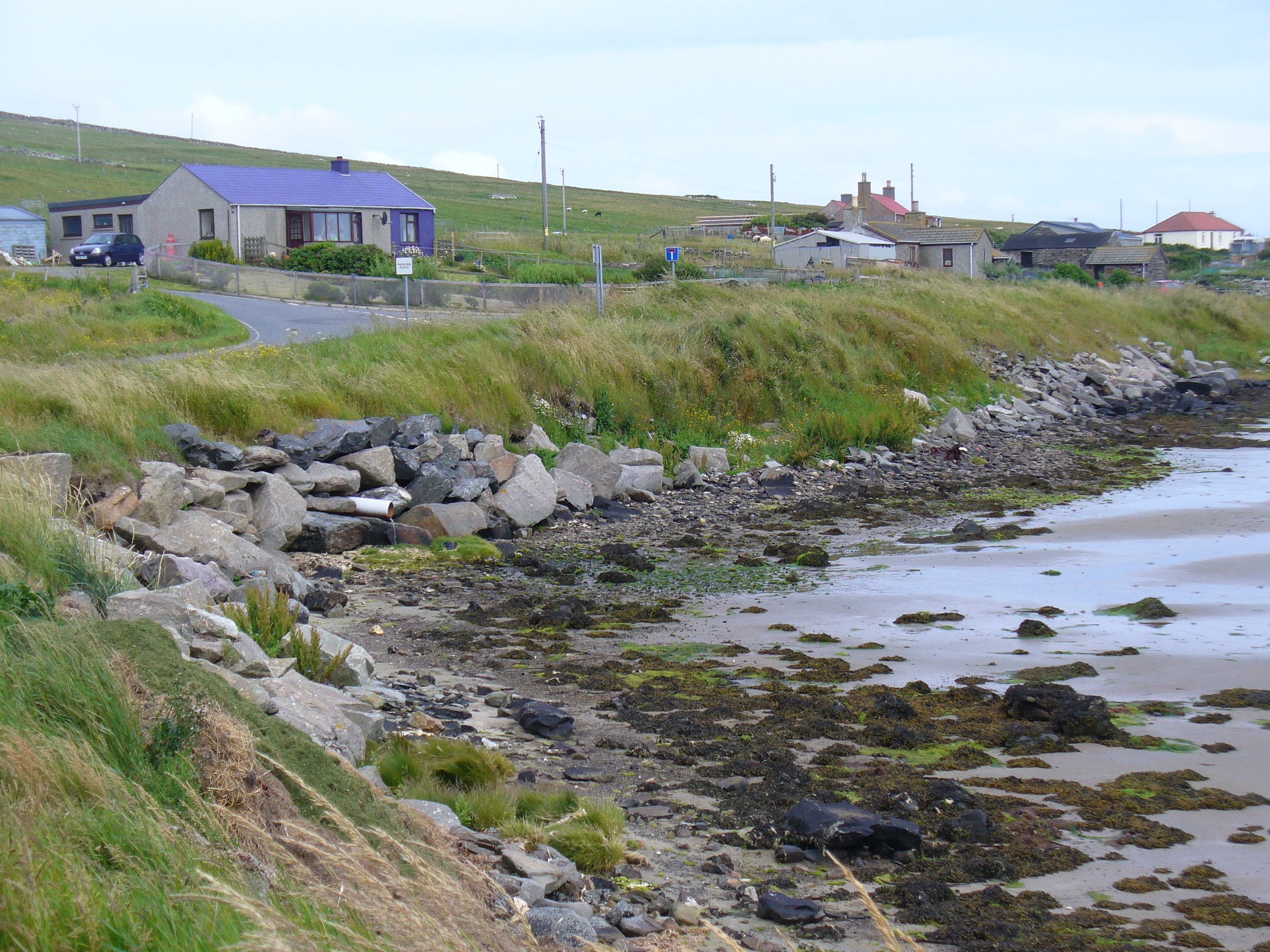
Häuser von Eastshore am See

Eastshore ist eine kleine Ortschaft, die in Schottland im Süden der Shetlandinseln liegt.

## Geographie
Eastshore liegt im Süden von Mainland am nördlichen Ufer des Sees Pool of Virkie, bei dem sich, auf der gegenüberliegenden Seite, der Flughafen Sumburgh befindet. Nach Exnaboe sind es 400 Meter im Norden, zu einem Broch am Brough Head 500 Meter im Südosten.

## Historisches
Im Rahmen der historischen Gliederung Schottlands in Civil Parishes zählt Eastshore zu Dunrossness.